# Zafrona
Zafrona is een geslacht van weekdieren uit de klasse van de Gastropoda (slakken).

## Soorten
- Zafrona azteci K. Monsecour & D. Monsecour, 2016
- Zafrona belkisae Espinosa & Ortea, 2007
- Zafrona dicomata (Dall, 1889)
- Zafrona diversa Espinosa, Ortea & Fernández-Garcés, 2007
- Zafrona idalina (Duclos, 1840)
- Zafrona incerta (Stearns, 1892)
- Zafrona isomella (Duclos, 1840)
- Zafrona kilburni Bozzetti, 2009
- Zafrona lightfooti (E. A. Smith, 1901)
- Zafrona lindae Petuch, 1992
- Zafrona macronata Simone, 2009
- Zafrona pulchella (Blainville, 1829)
- Zafrona samadiae K. Monsecour & D. Monsecour, 2016
- Zafrona somalica Bozzetti, 2007
- Zafrona striatula (Dunker, 1871)
- Zafrona subfelina (Hervier, 1899)
- Zafrona sunderlandi Petuch, 1987
- Zafrona taylorae Petuch, 1987
- Zafrona tortugana Garcia, 2015
- Zafrona trifilosa (E. A. Smith, 1882)
- Zafrona ursula (Thiele, 1925)